# Thioether
Thioether (còn gọi là thioete) là một nhóm chức trong hóa hữu cơ có cấu trúc R-S-R1, trong đó R, R1 là bất kỳ nhóm hữu cơ nào. Thioether là tương tự như ether ngoại trừ việc nó chứa nguyên tử lưu huỳnh thay vì chứa nguyên tử oxy. Do các thuộc tính hóa học của oxy và lưu huỳnh là tương tự nhau, vì chúng năm cùng một nhóm (nhóm VI) trong bảng tuần hoàn các nguyên tố (hay quen gọi là bảng tuần hoàn Mendeleev), nên các thuộc tính hóa học của cả hai nhóm chức này là tương tự nhau.
Nhóm chức này có tầm quan trọng nhỏ trong sinh học, nổi tiếng nhất là trong amino acid methionin.
Một đặc điểm đặc trưng của các thioether, tương tự như các hợp chất chứa lưu huỳnh khác, là các thioether đơn giản dễ bay hơi đều có mùi hôi khó ngửi.
Một khác biệt với các ether là các ether (R-O-R1) chỉ có thể bị oxy hóa thành các peroxide (R-O-O-R1), trong khi các thioether (R-S-R1) có thể bị oxy hóa tiếp thành các disulfide (R-S-S-R1) hay thành sulfoxide (R-S(=O)-R1), mà chúng lại có thể bị oxy hóa tiếp thành các sulfon (R-S(=O)2-R1).
Về mặt hóa sinh học, liên kết thioether được tạo ra khi nhóm vinyl phản ứng với nhóm sulfurhydryl, chia cắt liên kết đôi và liên kết nguyên tử lưu huỳnh với nguyên tử carbon (không liên kết trước đó với phân tử gốc), như trong phản ứng sau:
R-CH=CH2 + HS-R1 -> R-CH2-CH2-S-R1